# Bollywood

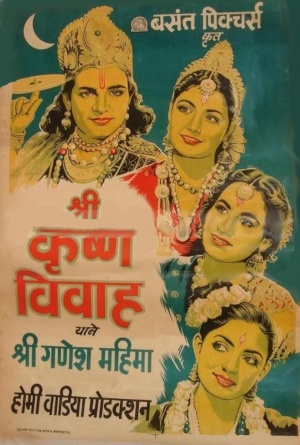
Bollywoodský plakát z roku 1950

Bollywood [ˈbɒliwʊd, Amer ˈbɑːliwʊd]IPA je neformální jméno jednoho z center indického filmového průmyslu sídlícího v Bombaji; vzniklo složením starého názvu města – Bombaj – a Hollywoodu, centra amerického filmového průmyslu.
Mimo Indii se tento název někdy nesprávně používá jako označení pro veškerou indickou filmovou produkci, i když se jedná pouze o filmy točené v hindštině, resp. hindustánštině. Kromě Bollywoodu existují v Indii i další centra filmového průmyslu, kde se točí filmy v dalších indických jazycích (v tamilštině – Kollywood, telugštině – Tollywood, bengálštině, a malajálamštině – Malluwood).
Ze západního hlediska jsou skoro všechny bollywodské filmy muzikály; i v akčních filmech se tancuje a zpívá, aniž se tím musí posouvat děj.